# Ostrovní moře

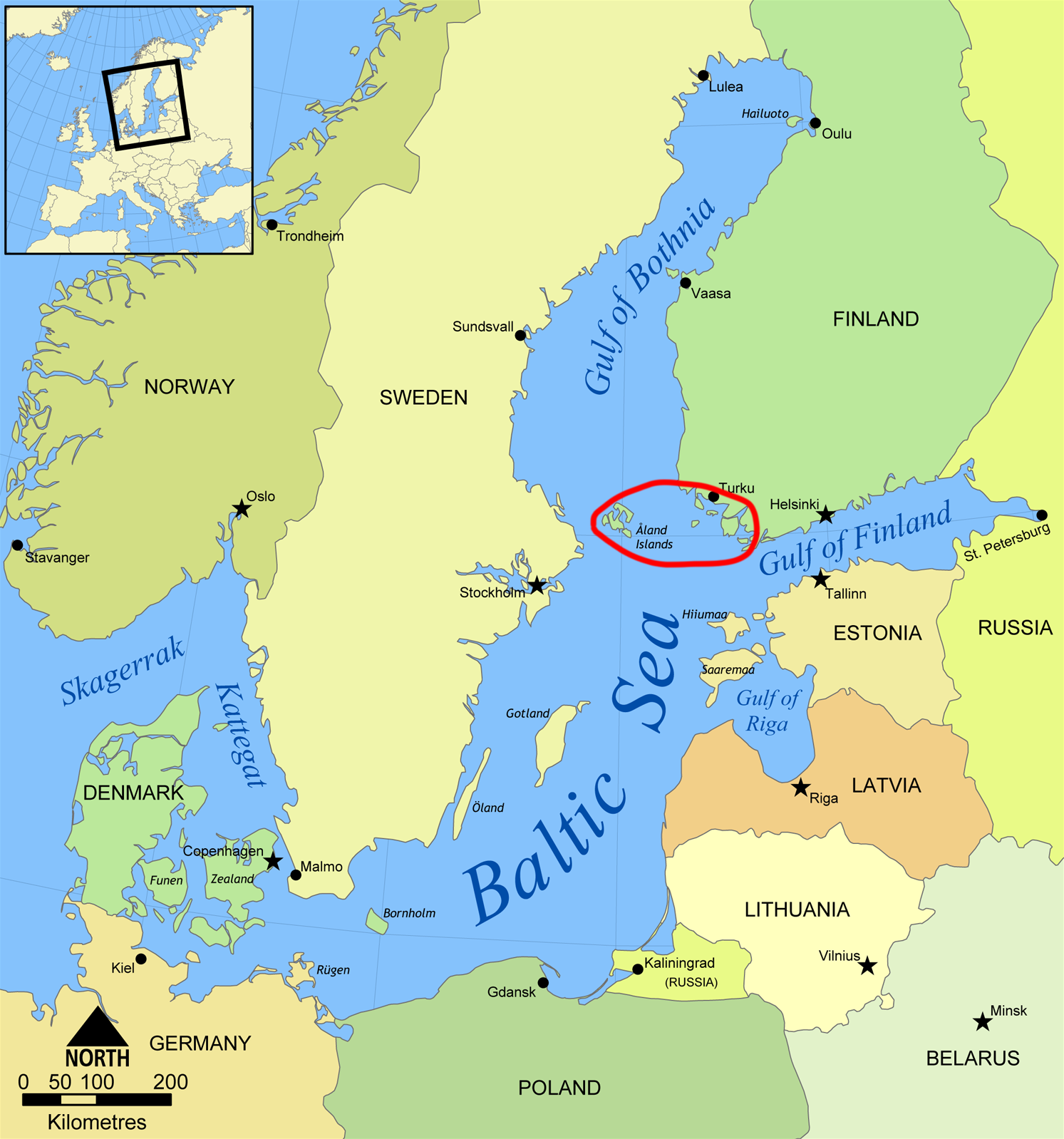
Poloha Ostrovního moře na mapě Baltského moře

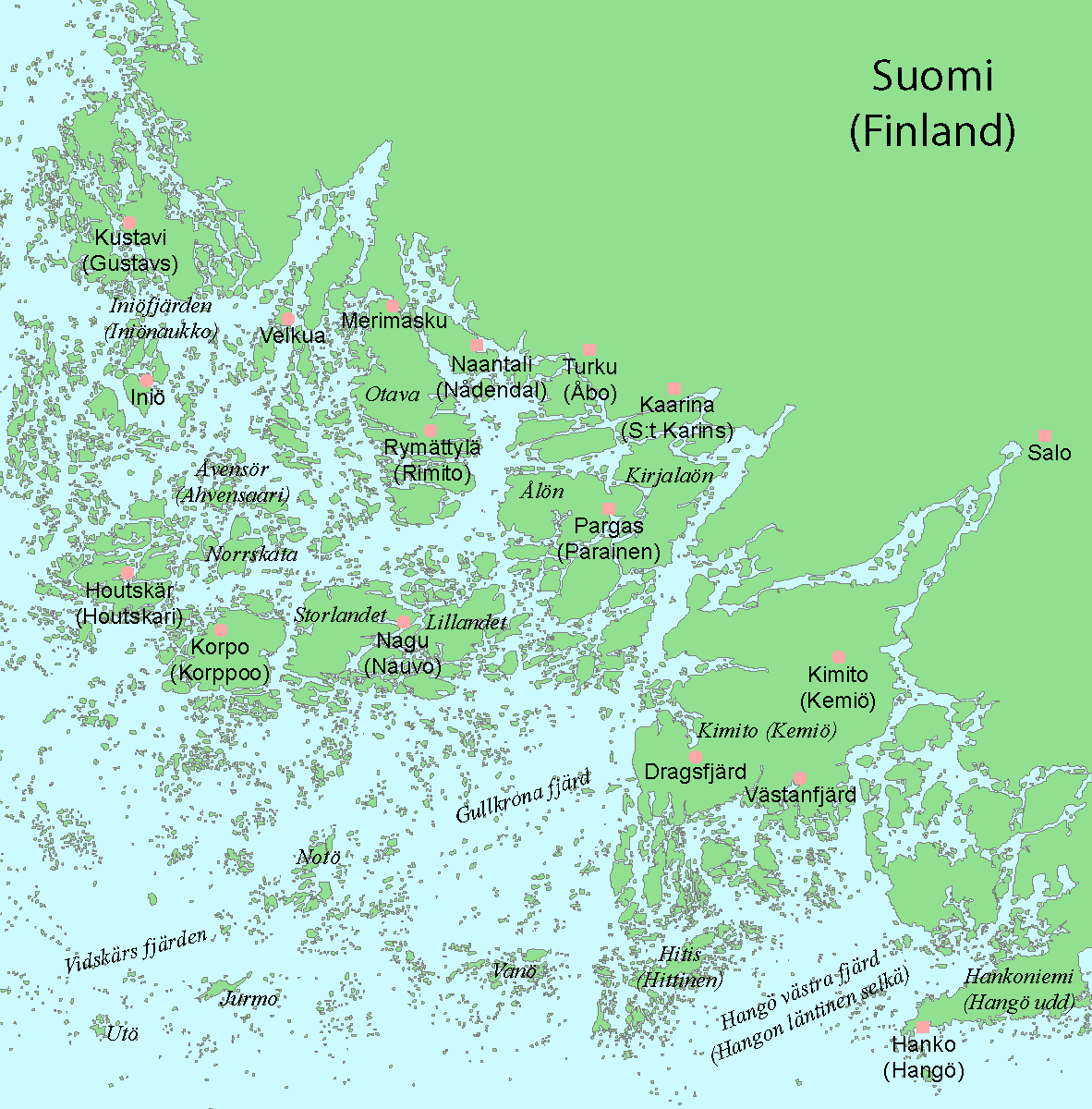
Mapa Ostrovního moře

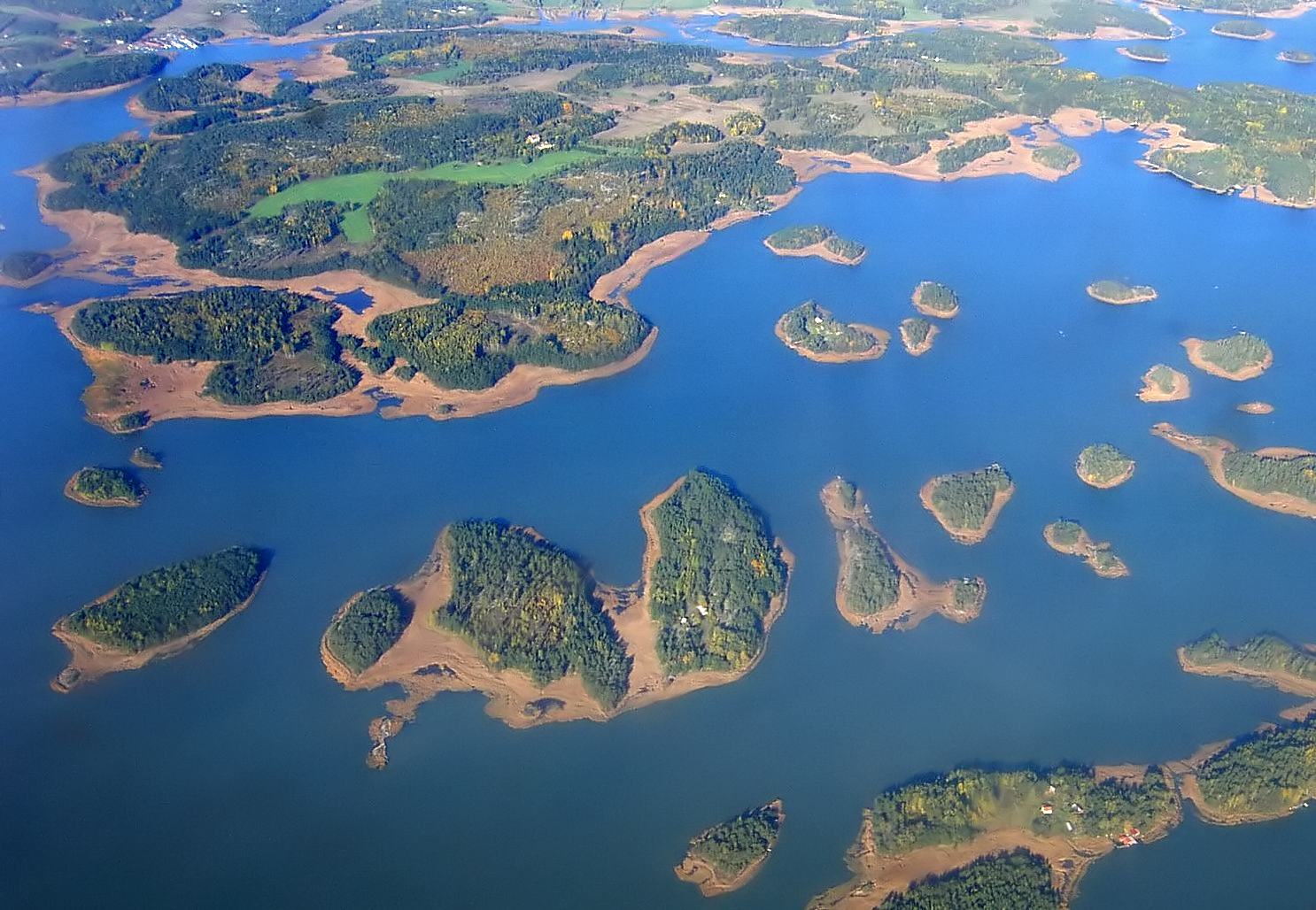
Letecký pohled na několik ostrovů Ostrovního moře

Ostrovní moře[zdroj⁠?!] (finsky Saaristomeri, švédsky Skärgårdshavet) je část Baltského moře na jihozápadě Finska ohraničená na severu Botnickým zálivem, na jihu Finským zálivem a na západě Alandy a Alandským mořem.
V Ostrovním moři je mnoho ostrovů: Pokud by se počítala i malá skaliska, je odhad přibližně padesát tisíc, pokud jen ostrovy nad půl hektaru, tak je jich 17 000. I ostrovů nad kilometr čtvereční je mnoho: 257. Celková plocha ostrovů je 2000 čtverečních kilometrů a žije na nich přibližně 60 000 obyvatel, z toho 27 000 na Alandech. Ze správního hlediska patří ostrovy částečně do Vlastního Finska a částečně spadají pod Alandy.